# Good Girl Gone Bad
Albums de Rihanna
A Girl like Me
(2006) Rated R
(2009)
Singles
1. Umbrella feat. Jay-Z
Sortie : 2 avril 2007
2. Shut Up And Drive
Sortie : 11 juin 2007
3. Hate That I Love You feat. Ne-Yo
Sortie : 20 août 2007
4. Don't Stop The Music
Sortie : 10 septembre 2007
5. Take A Bow
Sortie : 17 mars 2008
6. Disturbia
Sortie : 17 juin 2008
7. Rehab feat. Justin Timberlake
Sortie : 6 octobre 2008

Good Girl Gone Bad est le troisième album de la chanteuse pop et R&B Rihanna, sorti aux États-Unis le 31 mai 2007 et produit par les labels Def Jam Recordings et SRP Records. Pour cet album, Rihanna a collaboré avec de nombreux producteurs de renom : Timbaland, Carl Sturken ou encore Evan Rogers. Inspiré du quatrième album de Brandy Norwood, Afrodisiac sorti trois ans plus tôt, Good Girl Gone Bad est un album pop, dance-pop et R&B avec quelques influences des musiques des années 1980. Cet album est un véritable tournant dans la carrière de la chanteuse barbadienne qui travaille également son image en assumant une allure sexy plus affirmée.
Les critiques sont plutôt positives, saluant le travail de composition et la nouvelle direction musicale de la chanteuse malgré des paroles faibles et une inconsistance générale. En 2008, Good Girl Gone Bad a été nommé pour 7 Grammy Awards et a remporté celui de la meilleure collaboration Rap/Chant pour son duo avec le rappeur Jay-Z sur Umbrella. L'album a été numéro un des ventes hebdomadaires au Canada, en Suisse et en Grande-Bretagne. En 2009, l’album s’est vendu à 15 millions d’exemplaires dans le monde.
L'album a été porté au succès grâce à plusieurs hits mondiaux, notamment grâce à Umbrella (chanson qui était destinée à Britney Spears mais le titre n'est jamais arrivé jusqu'à elle) vendu à 10 millions d’exemplaires, ou encore Shut Up And Drive à 2 millions d’exemplaires, Don't Stop The Music vendu à 8 millions d’exemplaires et classé 412e dans le classement des 500 meilleures chansons du magazine Rolling Stones et Hate That I Love You en duo avec Ne-Yo vendu à 3,5 millions d’exemplaires, Take a Bow à 5 millions d’exemplaires, Disturbia à 8 millions d’exemplaires, If I Never See Your Face Again en duo avec le groupe Maroon 5 à 1,5 million d’exemplaires et Rehab en duo avec Justin Timberlake avec 1,8 million d'exemplaires vendus. 
Rihanna a fait la promotion de cet album lors d’une tournée mondiale, le Good Girl Gone Bad Tour. 
En 2008, l’album est réédité sous le nom de Good Girl Gone Bad: Reloaded, avec trois nouvelles chansons, les singles Take A Bow, Disturbia et If I Never See Your Face Again en duo avec le groupe Maroon 5.

## Inspirations

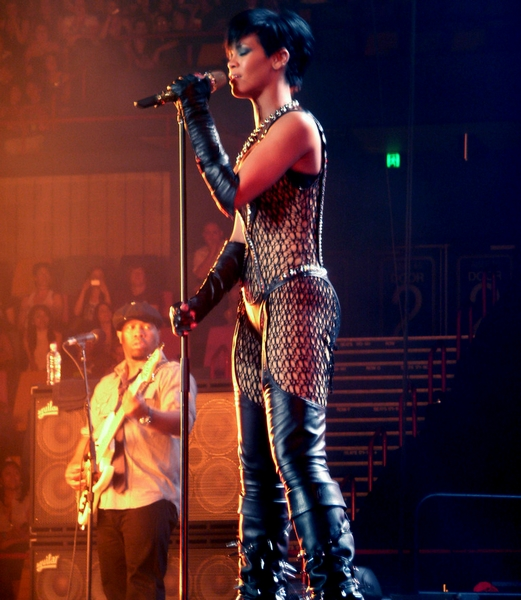
Rihanna lors du Good Girl Gone Bad Tour, arborant son nouveau look

À la sortie de son deuxième album, A Girl Like Me, Rihanna a été critiquée pour sa ressemblance avec la chanteuse Beyoncé, sur le plan musical comme pour l’image qu’elle véhiculait. Alors qu’elle travaille sur son troisième album, la chanteuse exprime la volonté de se détacher de cet ensemble et annonce un album plus frais et différent de ses précédents opus. Rihanna se crée alors une nouvelle image, inspirée du look de l’actrice Charlize Theron dans Æon Flux, elle aborde une coupe à la garçonne qui la rend plus sexy et efface une image qu’elle juge alors trop lisse. Le choix du titre Good Girl Gone Bad traduit le besoin de la chanteuse de s’affirmer en tant que femme indépendante, sexy et fière qui n’a pas peur de prendre des risques et de tenter sa chance. 
Pour cet album, Rihanna avait envie de continuer à faire danser son public tout en lui faisant passer des messages plus sérieux, plus sincère afin qu’on prête aussi attention à ses paroles. Elle cite l’album Afrodisiac de Brandy Norwood comme sa principale source d’inspiration. 

## Production
Good Girl Gone Bad a été enregistré dans plusieurs villes et studios du monde : Westlake Recording Studios et Conway Studios à Los Angeles, Battery Studios et Roc the Mic Studios à New York, Chicago Recording Company et Pressure Studios à Chicago, Phase One Audio Group à Toronto, Lethal Studios à Bridgetown à la Barbade, Espionage Studios à Oslo et dans les studio Parr Street à Liverpool. 
Cet album est riche de ses collaborations. Le titre Hate That I Love You est écrit par le chanteur Ne-Yo et produit par les Norvégiens Stargate. Les producteurs Tricky Stewart et Dream avaient écrit Umbrella en pensant à Britney Spears pour l’interprétation mais son label déclina l’offre, le titre fut par la suite proposé à la chanteuse Mary J. Blige qui n’était pas intéressée. C’est le producteur L.A. Reid qui proposa la chanson à Rihanna.
Timbaland a composé et produit trois titres pour cet album, Rehab, Sell Me Candy et Lemme Get That avec la participation du chanteur Justin Timberlake, avec qui il était en collaboration pour son album FutureSex/LoveSounds.

## Liste des titres
| No  | Titre                | Auteur                                                                             | Featuring                  | Durée |
| --- | -------------------- | ---------------------------------------------------------------------------------- | -------------------------- | ----- |
| 1.  | Umbrella             | C. Stewart, S. Carter, Robyn Fenty, T. Harrell & T. Nash                           | Jay-Z                      | 4:36  |
| 2.  | Push Up On Me        | C. Weil, J. Rotem, L. Richie & M. Riddick                                          | —                          | 3:15  |
| 3.  | Don't Stop the Music | M. Jackson, M. S. Eriksen, Robyn Fenty, T. Dabney & T. E. Hermansen                | —                          | 4:27  |
| 4.  | Breakin' Dishes      | C. Stewart & T. Nash                                                               | —                          | 3:20  |
| 5.  | Shut Up and Drive    | B. Sumner, C. Sturken, E. Rogers, G. Gilbert, P. Hook & S. Morris                  | —                          | 3:33  |
| 6.  | Hate That I Love You | M. S. Eriksen, S. Smith & T. E. Hermansen                                          | Ne-Yo                      | 3:39  |
| 7.  | Say It               | B. Thompson, C. Dillon, E. Brown, M. Riddick, Robyn Fenty, Q. Atkinson & S. Dunbar | —                          | 4:10  |
| 8.  | Sell Me Candy        | M. Riddick, T. Mosley & T. Nash                                                    | —                          | 2:45  |
| 9.  | Lemme Get That       | T. Mosley & T. Nash                                                                | —                          | 3:41  |
| 10. | Rehab                | H. Lane, J. Timberlake, T. Mosley & Timbaland                                      | Justin Timberlake (chœurs) | 4:55  |
| 11. | Question Existing    | S. Carter, Robyn Fenty, S. Smith & S. Taylor                                       | —                          | 4:06  |
| 12. | Good Girl Gone Bad   | L. Marlin, M. S. Eriksen, S. Smith & T. E. Hermansen                               | —                          | 3:33  |

### Chansons bonus
Au  Royaume-Uni et  Japon :
| No  | Titre | Auteur                                     | Featuring | Durée |
| --- | ----- | ------------------------------------------ | --------- | ----- |
| 13. | Cry   | M. S. Eriksen, T. Dabney & T. E. Hermansen | —         | 3:55  |

Au  Japon :
| No  | Titre   | Auteur                 | Featuring | Durée |
| --- | ------- | ---------------------- | --------- | ----- |
| 14. | Haunted | C. Sturken & E. Rogers | —         | 4:09  |

### Réédition:Good Girl Gone Bad (Reloaded)
| No  | Titre                          | Auteur                                    | Featuring | Durée |
| --- | ------------------------------ | ----------------------------------------- | --------- | ----- |
| 13. | Disturbia                      | A. Merritt, B. Seals, C. Brown & R. Allen | —         | 3:59  |
| 14. | Take a Bow                     | A. Levine & J. Valentine                  | —         | 3:49  |
| 15. | If I Never See Your Face Again | A. Levine & J. Valentine                  | Maroon 5  | 3:22  |

## Good Girl Gone Bad Live
Un DVD de la tournée de Rihanna, Good Girl Gone Bad Live, est paru en juin 2008. Celui-ci résulte de l'enregistrement du concert de Rihanna à Manchester qui s'est déroulé en décembre 2007.

## Classements et certifications
| Classement / pays (2007)                      | Meilleure position | Certification | Ventes    |
| --------------------------------------------- | ------------------ | ------------- | --------- |
| Allemagne                                     | 4                  | 2 × Platine   | 400 000   |
| Australie (ARIA Albums Chart)                 | 5                  | 3 × Platine   | 210 000   |
| Autriche                                      | 3                  | Platine       | 20 000    |
| Canada (Canadian Albums Chart)                | 1                  | 5 × Platine   | 500 000   |
| Croatie                                       | 5                  | -             | -         |
| Danemark                                      | 9                  | Platine       | 20 000    |
| Espagne                                       | 13                 | Platine       | 60 000    |
| États-Unis (Billboard 200)                    | 2                  | 7 × Platine   | 7 000 000 |
| États-Unis (Billboard Top R&B/Hip-Hop Albums) | 3                  | 7 × Platine   | 7 000 000 |
| Finlande                                      | 7                  | Platine       | 10 000    |
| France                                        | 8                  | 2 × Platine   | 200 000   |
| Grèce                                         | 2                  | Or            | 7 500     |
| Irlande                                       | 1                  | 6 × Platine   | 90 000    |
| Italie                                        | 21                 | Or            | 30 000    |
| Japon - Oricon                                | 7                  | Or            | 125 488   |
| Mexique                                       | 16                 | Or            | 80 412    |
| Mexique - Albums internationaux               | 2                  | Or            | 80 412    |
| Nouvelle-Zélande                              | 4                  | 3 × Platine   | 45 000    |
| Pays-Bas - MegaCharts                         | 20                 | -             | -         |
| Pologne                                       | 3                  | Platine       | 20 000    |
| Portugal                                      |                    | Or            | 10 000    |
| Royaume-Uni (UK Album Chart)                  | 1                  | 5 × Platine   | 1 500 000 |
| Russie                                        | -                  | 4 × Platine   | 80 000    |
| Suède                                         | 26                 | -             | -         |
| Suisse                                        | 1                  | 2 × Platine   | 60 000    |
| Tchéquie                                      | 3                  | -             | -         |

## Crédits
Source pour cette section

### Artistique
- Chant : Rihanna

### Technique
- Producteurs exécutifs : The Carter Administration
- Coproducteurs exécutifs : Evan Rogers et Carl Sturken pour Syndication Rythm Productions
- Producteur : C. Stewart, Jonathan "JR" Rotem, Stargate, Evan Rogers, Carl Sturken, Neo Da Matrix, Timbaland, Hannon Lane, Shea Taylor, Ne-Yo
- A&R : Tyran Smith et Jay Brown
- A&R administrateurs : Terese Joseph
- A&R coordinateurs : Fabienne Leys et Leesa D. Brunson
- Mastering : Chris Gehringer au Sterling Sound, New York
- Marketing : Adam Lowenberg
- Coordinateur Marketing : Angela Allen
- Management : Marc Jordan et Christa Shaub pour Rebel One
- Direction artistique et Design : Ciarra Pardo et JP Robinson
- Photographie : Roberto D'Este
- Coordination artistique et photographie : Kristen Yiengst
- Stylistes : GK Reid